# NGC 6783
NGC 6783 is een compact sterrenstelsel in het sterrenbeeld Zwaan. Het hemelobject werd op 4 augustus 1872 ontdekt door de Franse astronoom Édouard Jean-Marie Stephan.

## Synoniemen
- MCG 8-35-7
- ZWG 256.13
- PGC 63003